# Egzarchat apostolski Republiki Czeskiej
Egzarchat apostolski Republiki Czeskiej (łac. Exarchatus Apostolicus Reipublicae Cechae, Exarchia apostolica pro Christifidelibus Byzantini ritus in Republica Cecha), egzarchia apostolska dla chrześcijan rytu bizantyjskiego w Republice Czeskiej, greckokatolicki egzarchat apostolski w Republice Czeskiej zwany także Czeskim Kościołem Greckokatolickim (cz. Řeckokatolická církev v České republice) – egzarchat Kościoła katolickiego obrządku bizantyjsko-rusińskiego z siedzibą w Pradze, obejmujący parafie tego obrządku w Czechach.

## Historia
Po rozpadzie Czechosłowacji został erygowany 15 marca 1996 roku konstytucją apostolską Quo aptius papieża Jana Pawła II przez wydzielenie z terytorium eparchii preszowskiej należącej do Kościoła katolickiego obrządku bizantyjsko-słowackiego. Podlega bezpośrednio Stolicy Apostolskiej. Czescy biskupi greckokatoliccy są członkami Konferencji Episkopatu Czech.

## Struktura organizacyjna
Kościół greckokatolicki w Czechach liczy obecnie 21 parafii w siedmiu dekanatach (protoprezbiteratach). Wg danych egzarchatu posługę kapłańską sprawuje 44 księży. Liczbę wiernych zaś określa się na 7675 plus kilka tysięcy grekokatolików przybywających do pracy ze Słowacji i Ukrainy. Pod względem narodowym czescy grekokatolicy deklarują się głównie jako Czesi, Słowacy, Rusini i Ukraińcy.
Dekanaty greckokatolickie rozmieszczone są na obszarze całego kraju (Czechy (kraina), Morawy, Śląsk Czeski):
- praski
- czeskobudziejowicki
- pilzneński
- liberecko-chomutowski
- hradecki
- brneńsko-ołomuniecki
- ostrawsko-opawski

## Egzarchowie apostolscy Czech
- 18 stycznia 1996 – 23 kwietnia 2003 – Ivan Ljavinec, biskup tytularny Acalissus (następnie biskup emeryt, zm. 9.12.2012)
- 24 kwietnia 2003 – 15 stycznia 2025 – Ladislav Hučko, biskup tytularny Horaei